# Jake LaMotta
Jake LaMotta, geboren Giacobe LaMotta (New York, 10 juli 1922 – Aventura, 19 september 2017) was een Amerikaans middengewicht bokser met als bijnamen Bronx Bull (Stier van de Bronx) en Raging Bull (Razende stier). Van 106 gevechten won hij er 83 waarvan 30 met knock-out, verloor hij er 19 en eindigden er 4 onbeslist. De film Raging Bull van Martin Scorsese met Robert De Niro verfilmt zijn autobiografie Raging Bull: My Story (Razende Stier, mijn verhaal) uit 1980. Robert De Niro trainde met LaMotta voor de film en won een Academy Award voor Beste Acteur.

## Jeugd
Jake LaMotta was van Italiaanse afkomst en werd geboren in de wijk Bronx van New York. Zijn vader liet hem vechten tegen andere kinderen tot vermaak van buurtbewoners, die zakgeld in de ring wierpen, waarmee hij de huur betaalde. In 1941 werd LaMotta beroepsbokser.

## Bokscarrière
LaMotta volgde zijn opponent in de ring om dichtbij te blijven, binnen het bereik van slagen. Hij incasseerde slagen om zelf te kunnen raken. Die agressieve stijl leverde hem de bijnaam Bronx Bull op.
LaMotta was de eerste bokser die Sugar Ray Robinson versloeg. In hun eerste onderling gevecht sloeg hij hem neer in de eerste ronde. Bij hun revanchegevecht won hij op punten. De twee zouden zes keer tegenover elkaar in de ring staan.
Op 14 november 1947 sloeg Billy Fox LaMotta neer in de vierde ronde. De New York State Athletic Commission hield het prijsgeld in en schorste LaMotta wegens vervalsing van de match. LaMotta gaf in 1960 toe dat hij opzettelijk verloren had op vraag van de maffia.
Door het opzettelijk verlies en een betaling van 20.000 dollar aan de maffia kreeg LaMotta een titelgevecht tegen Marcel Cerdan.
LaMotta won de wereldtitel in 1949 in Detroit van Marcel Cerdan. Cerdan ontwrichtte zijn arm in de eerste ronde en gaf op bij aanvang van de tiende ronde. Omdat de bel al had geluid voor de start van de ronde werd dit als knock-out aangemerkt.
Een revanchematch werd gepland, maar toen Cerdan daartoe van Frankrijk naar Amerika vloog, stortte de Air France-vlucht F-BAZN neer in de Azoren waarbij alle inzittenden omkwamen, waaronder Cerdan.
LaMotta verdedigde zijn titel met succes tegen twee uitdagers, Tiberio Mitri en Laurent Dauthuille.
Vervolgens daagde Sugar Ray Robinson hem voor de zesde en laatste keer uit om te vechten op Valentijnsdag 14 februari 1951. LaMotta kreeg verschillende zware slagen op het hoofd, maar bleef overeind. Robinson won door technisch knock-out in de 13e ronde, toen LaMotta in de touwen lag.
In december 1952 sloeg Danny Nardico hem in de zevende ronde knock-out met een rechtse. LaMotta viel in de touwen en ging neer. Hij stond weer recht, maar kon de volgende ronde niet opkomen.

## Leven na boksen
LaMotta ging aan honkbal doen en trad op in bars als acteur en komiek. Hij acteerde in 15 films, waaronder een rolletje als barman in The Hustler met Paul Newman en Jackie Gleason.
LaMotta trouwde voor een 7e keer op 4 januari 2013
Hij had vier dochters, waaronder Christi bij zijn tweede vrouw Vikki en Stephanie bij zijn vierde vrouw Dimitria.
In februari 1998 stierf zijn oudste zoon Jake LaMotta, Jr. aan leverkanker. In september 1998 kwam zijn jongste zoon Joseph LaMotta om in de vliegtuigcrash van Swissair-vlucht 111 voor de kust van Nova Scotia te Canada.
Zijn neef John LaMotta vocht in 2001 als nieuweling zwaargewicht voor de Golden Gloves.
Hij is opgenomen in de International Boxing Hall of Fame, 52e beste boxer van de laatste 80 jaar en bij de beste tien middengewichten aller tijden volgens Ring Magazine.
Hij overleed aan een longontsteking in Palm Garden of Aventura, een verzorgingstehuis in Aventura (Florida).
- Biblioteca Nacional de España: XX991175
- Bibliothèque nationale de France: cb126171897 (data)
- Gemeinsame Normdatei: 129593850
- International Standard Name Identifier: 0000 0001 2136 5904
- Library of Congress Control Number: n85287142
- National Archives and Records Administration: 10568347
- Nationale Bibliotheek van Tsjechië: xx0161985
- Nationale Bibliotheek van Israël: 987007384365905171
- Nederlandse Thesaurus van Auteursnamen: 157899101
- Istituto Centrale per il Catalogo Unico: SBLV272186
- SNAC: w6mp8dt2
- Système universitaire de documentation: 066909694
- Virtual International Authority File: 64125358
- WorldCat: E39PBJmhTj6RJDCdVD6TW7xxDq